# Rura (speleologia)
Rura – rodzaj krasowej próżni w jaskiniach. Najczęściej określa się go jako poziomy lub pionowy element próżni jaskiniowej o średnicy mniejszej od 30 cm. Zazwyczaj ma przekrój kołowy, eliptyczny lub spłaszczony i gładkie ściany. Czasami jednak słowem rura określa się także:
- pionowe przejście lub otwór o okrągłej średnicy w jaskini,
- ponor lub lej w jaskini, do którego wpada woda,
- komin w stropie jaskini[3].

Słowo rura występuje w nazwach własnych wielu jaskiń i schronisk, np. Rura na Łopiankach, Rura za Wronią, Rura w Ściejowicach i in.